# Ozodicera (Ozodicera) piatrix
Ozodicera (Ozodicera) piatrix is een tweevleugelige uit de familie langpootmuggen (Tipulidae). De soort komt voor in het Neotropisch gebied.